# Stede Bonnet
Pour les articles homonymes, voir Bonnet.
 (juin 2024).
Stede Bonnet (1688–1718) était un pirate surnommé « le gentleman pirate », ainsi que « capitaine Thomas ».

## Biographie
Le major Stede Bonnet est un militaire à la retraite qui possède une plantation à la Barbade. Pour échapper à une femme acariâtre[réf. nécessaire], il décide d'entrer en piraterie. Il achète comptant son premier navire, qu'il baptise Revenge, et recrute un équipage de soixante-dix hommes.
Il fait ses premiers pillages au large de la Virginie, de New York et de la Caroline du Sud. Puis, il prend la direction de la baie du Nueva Torres où il croise Barbe Noire, qui s'empare du Revenge et se proclame capitaine. Bonnet est embarqué de force. Ensuite, Barbe Noire ayant refusé de lui octroyer sa part du butin, Bonnet reprend le Revenge et nomme David Herriot capitaine. Profitant de la récente déclaration de guerre de l'Angleterre à l'Espagne, Bonnet demande et obtient le pardon royal de la part du gouverneur de Caroline du Nord. Il s'engage alors comme corsaire. Mais Bonnet veut d'abord se venger de Barbe Noire, qu'il poursuit sans succès jusqu'à Ocracoke. En Virginie, puis dans la baie de Delaware, il retombe en piraterie. Soucieux de ne pas entacher son nom pour ne pas perdre son pardon, il se fait appeler « Capitaine Thomas » et rebaptise son sloop Royal James.
Fin 1718, alors qu'il répare son navire sur la Cape Fear River, la nouvelle de son arrivée atteint Charleston. William Rhett arme deux sloops et part à sa recherche. Une terrible bataille les y oppose. Bonnet et son équipage, après cinq heures de résistance, se rendent et sont emprisonnés à Charleston. Rattrapés après une tentative d'évasion, Bonnet et vingt-neuf de ses membres d'équipage sont pendus dans le port de Charleston en 1718.

## Dans la fiction
Stede Bonnet apparaît dans le jeu vidéo Assassin's Creed IV: Black Flag, où il est l'allié du héros Edward Kenway. Dans le jeu, c'est surtout Edward Kenway qui incite Stede Bonnet à devenir pirate,. 
Stede Bonnet est évoqué deux fois dans la saga Pirates des Caraïbes mais il n'apparaît jamais physiquement. Dans le troisième opus, Pirates des Caraïbes : Jusqu'au bout du monde de Gore Verbinski, son pavillon personnel peut être vu dans la scène où tous les pirates hissent leurs drapeaux. Son navire est pourchassé, et apparemment détruit, au début du cinquième opus, celui de Joachim Rønning et Espen Sandberg Pirates des Caraïbes : La Vengeance de Salazar, afin d'introduire les antagonistes principaux ; Bonnet y est mentionné nominalement mais n'apparaît pas physiquement. En mars 2022, il apparaît dans la série Our Flag Means Death diffusée sur HBO sous les traits de Rhys Darby, il est un Capitaine précieux et peureux et fera alliance avec Barbe Noire incarné par Taïka Waititi, alors qu'une relation amoureuse se développe entre les deux personnages.